# Aphaenogaster fabulosa
Aphaenogaster fabulosa är en myrart som beskrevs av Arnol'di 1968. Aphaenogaster fabulosa ingår i släktet Aphaenogaster och familjen myror. Inga underarter finns listade i Catalogue of Life.